# Втрати силових структур внаслідок російського вторгнення в Україну (16 червня — 30 червня 2022)
У статті наведено список втрат українських військовослужбовців у російсько-українській війні, починаючи з 16 червня 2022 року по 30 червня 2022 року (включно).

## Список загиблих з 16 по 30 червня 2022 року
| Орден «За мужність» ІІІ ступеня |

| Орден «За мужність» ІІІ ступеня |

### Примітка
1. 16 квітня 2022 року, Президент України Володимир Зеленський під час інтерв'ю телерадіокомпанії CNN повідомив, що у війні з російськими окупантами загинуло від 2500 до 3000 українських військових[240].
2. 11 травня 2022 року, в ході спеціального брифінгу офіційних представників Сил оборони України, начальник оперативного управління штабу управління Нацгвардії України Олексій Надточий, вперше з початку війни, назвав втрати, які відомство зазнало в ході російського вторгнення в Україну. За його словами, втрати Національної гвардії України під час виконання бойових завдань склали: безповоротні втрати — 501 військовослужбовець, санітарні втрати (зазнали поранень) — 1697 військовослужбовців[241].
3. «Таблиця/Список загиблих» буде наповнюватися та корегуватися по мірі можливості за надходженням відповідної інформації, яка постійно змінюється в результаті інтенсивності бойових дій (посилання — тільки на офіційні та перевірені джерела)
4. Див. розділ «Обговорення».
5. Відомості з Указів Президента України «Про присвоєння звання Герой України», «Про відзначення державними нагородами України» доповнювати в кінці основної Таблиці, з подальшим уточненням соц.-демографічними даними загиблих Героїв і рознесенням записів за відповідними датами!